# Химич, Василий Сидорович
Василий Сидорович Химич (25.3.1907 — 31.5.1951) — телефонист роты связи 222-го гвардейского стрелкового полка 72-й гвардейской стрелковой дивизии 7-й гвардейской армии Степного фронта, гвардии красноармеец. Герой Советского Союза.

## Биография
Родился 12 марта 1907 года в селе Боярка  (ныне Лысянского района Черкасской области). Украинец. Член КПСС с 1943 года. Окончил восьмилетнюю школу. Работал шахтёром в городе Антрацит Луганской области.
В рядах Красной Армии в 1929—1932 годах. Вторично призван в 1941 году. В боях Великой Отечественной войны с июля 1941 года. Воевал на Юго-Западном, Воронежском, Сталинградском, Степном и 2-м Украинском фронтах.
Указом Президиума Верховного Совета СССР от 26 октября 1943 года за мужество и доблесть, проявленные при форсировании Днепра гвардии рядовому Василию Сидоровичу Химичу присвоено звание Героя Советского Союза с вручением ордена Ленина и медали «Золотая Звезда».
Боевая биография Василия Химича продолжалась в последующих боях за Кировоград, за освобождение Румынии, Венгрии, Австрии, Чехословакии.
После окончания войны старшина запаса В. С. Химич возвратился в город Антрацит. Работал на шахте. Умер 31 мая 1951 года. Похоронен в родном городе.
Награждён орденом Ленина, медалями «За отвагу», «За боевые заслуги».
Память о Герое, его боевых, трудовых делах и заслугах увековечена мемориальной доской на шахте № 53 в городе Антраците в Донбассе.